# 제52회 백상예술대상
제52회 백상예술대상은 2016년 6월 3일에 열린 시상식이다.

## 수상 및 후보

### 영화 대상
- 동주, 사도 - 이준익 수상

### 영화 작품상
- 암살 - 최동훈 수상
- 4등 - 정지우
- 내부자들 - 우민호
- 동주 - 이준익
- 베테랑 - 류승완

### 영화 감독상
- 베테랑 - 류승완 수상
- 무뢰한 - 오승욱
- 내부자들 - 우민호
- 동주 - 이준익
- 암살 - 최동훈

### 영화 시나리오상
- 성실한 나라의 앨리스 - 안국진 수상
- 극비수사 - 곽경택, 한승운
- 베테랑 - 류승완
- 동주 - 신연식
- 암살 - 최동훈

### 영화 신인감독상
- 차이나타운 - 한준희 수상
- 소수의견 - 김성제
- 성실한 나라의 앨리스 - 안국진
- 수색역 - 최승연
- 오피스 - 홍원찬

### 영화 남자최우수연기상
- 내부자들 - 이병헌 수상
- 내부자들 - 백윤식
- 사도 - 송강호
- 사도 - 유아인
- 베테랑 - 황정민

### 영화 여자최우수연기상
- 무뢰한 - 전도연 수상
- 차이나타운 - 김혜수
- 성실한 나라의 앨리스 - 이정현
- 암살 - 전지현
- 뷰티 인사이드 - 한효주

### 영화 남자조연상
- 소수의견 - 이경영 수상
- 오피스 - 배성우
- 차이나타운 - 엄태구
- 베테랑 - 오달수
- 암살 - 조진웅

### 영화 여자조연상
- 히말라야 - 라미란 수상
- 오피스 - 류현경
- 극비수사 - 장영남
- 경성학교: 사라진 소녀들 - 엄지원
- 사도 - 전혜진

### 영화 남자신인연기상
- 동주 - 박정민 수상
- 차이나타운 - 고경표
- 차이나타운 - 박보검
- 악의 연대기 - 박서준
- 영도 - 태인호

### 영화 여자신인연기상
- 검은 사제들 - 박소담 수상
- 마돈나 - 권소현
- 한여름의 판타지아 - 김새벽
- 수색역 - 김시은
- 스틸 플라워 - 정하담

### 영화 남자인기상
- 순정 - 도경수 수상
- 동주 - 강하늘
- 차이나타운 - 고경표
- 탐정 : 더 비기닝 - 권상우
- 글로리데이 - 수호
- 검은 사제들 - 강동원
- 차이나타운 - 박보검
- 악의 연대기 - 박서준
- 동주 - 박정민
- 오피스 - 배성우
- 내부자들 - 백윤식
- 사도 - 송강호
- 차이나타운 - 엄태구
- 베테랑 - 오달수
- 조선마술사 - 유승호
- 사도 - 유아인
- 해어화 - 유연석
- 그놈이다 - 유해진
- 소수의견 - 윤계상
- 소수의견 - 이경영
- 내부자들 - 이병헌
- 암살 - 이정재
- 오빠생각 - 임시완
- 나를 잊지 말아요 - 정우성
- 내부자들 - 조승우
- 암살 - 조진웅
- 대호 - 최민식
- 영도 - 태인호
- 암살 - 하정우
- 베테랑 - 황정민

### 영화 여자인기상
- 도리화가 - 수지 수상
- 암살 - 전지현
- 검은사제들 - 박소담
- 해어화 - 천우희
- 열정같은소리하고있네 - 박보영
- 수색역 - 김시은
- 사도 - 문근영
- 성실한 나라의 앨리스 - 이정현
- 차이나타운 - 김혜수
- 뷰티인사이드 - 한효주
- 그날의분위기 - 문채원
- 한여름의 판타지아 - 김새벽
- 협녀, 칼의 기억 - 김고은
- 극적인 하룻밤 - 한예리
- 히말라야 - 라미란
- 시간이탈자 - 임수정
- 좋아해줘 - 최지우
- 나를 잊지 말아요 - 김하늘
- 무뢰한 - 전도연
- 스틸 플라워 - 정하담
- 극비수사 - 장영남
- 널 기다리며 - 심은경
- 경성학교: 사라진 소녀들 - 엄지원
- 오피스 - 류현경
- 오빠생각 - 고아성
- 사도 - 전혜진
- 날, 보러와요 - 강예원
- 좋아해줘 - 이미연
- 간신 - 임지연
- 마돈나 - 권소현

### TV 대상
- 태양의 후예 - 백상훈 외 1명 수상

### TV 작품상(드라마)
- 시그널 - 김원석 수상
- 그녀는 예뻤다 - 정대윤
- 육룡이 나르샤 - 신경수
- 응답하라 1988 - 신원호
- 태양의 후예 - 이응복 외 1명

### TV 작품상(예능)
- 일밤-복면가왕 - 민철기 외 1명 수상
- 냉장고를 부탁해 - 성희성 외 4명
- 동상이몽 - 서혜진 외 1명
- 마이 리틀 텔레비전 - 박진경 외 1명
- 배우학교 - 백승룡

### TV 작품상(교양)
- 시험
- 김제동의 톡투유 - 이민수 외 1명
- 넥스트 휴먼 - 이재혁 외 1명
- 비밀독서단 - 한율 외 2명
- 바람의 학교 - 한재신

### TV 연출상
- 응답하라 1988 - 신원호 수상
- 시그널 - 김원석
- 육룡이 나르샤 - 신경수
- 태양의 후예 - 이응복, 백상훈
- 그녀는 예뻤다 - 정대윤

### TV 극본상
- 시그널 - 김은희 수상
- 태양의 후예 - 김은숙, 김원석
- 육룡이 나르샤 - 김영현, 박상연
- 응답하라 1988 - 이우정
- 오 나의 귀신님 - 양희승

### TV 남자최우수연기상
- 육룡이 나르샤 - 유아인 수상
- 리멤버 - 남궁민
- 태양의 후예 - 송중기
- 시그널 - 조진웅
- 용팔이 - 주원

### TV 여자최우수연기상
- 시그널 - 김혜수 수상
- 애인있어요 - 김현주
- 응답하라 1988 - 라미란
- 태양의 후예 - 송혜교
- 그녀는 예뻤다 - 황정음

### TV 남자신인연기상
- 응답하라 1988 - 류준열 수상
- 육룡이 나르샤 - 변요한
- 응답하라 1988 - 안재홍
- 응답하라 1988 - 이동휘
- 후아유 - 학교 2015 - 육성재

### TV 여자신인연기상
- 치즈 인 더 트랩 - 김고은 수상
- 응답하라 1988 - 류혜영
- 처음이라서 - 박소담
- 여왕의 꽃 - 이성경
- 응답하라 1988 - 혜리

### TV 남자예능상
- 마이 리틀 텔레비전 - 김구라 수상
- 일밤 - 복면가왕 - 김성주
- 일밤 - 진짜 사나이 - 김영철
- 님과함께2 - 최고의 사랑 - 윤정수
- 무한도전 - 정준하

### TV 여자예능상
- 님과함께2 - 최고의 사랑 - 김숙 수상
- 코미디빅리그 - 박나래
- 개그콘서트 - 오나미
- 코미디빅리그 - 장도연
- 웃음을 찾는 사람들 - 홍윤화

### TV 남자인기상
- 태양의후예 - 송중기 수상
- 치즈인더트랩 - 박해진
- 응답하라 1988 - 류준열
- 돌아와요 아저씨 - 정지훈
- 밤을 걷는 선비 - 이준기
- 후아유 - 육성재
- 응답하라 1988 - 박보검
- 시그널 - 이제훈
- 용팔이 - 주원
- 무림학교 - 이현우
- 태양의 후예 - 진구
- 오 마이 비너스 - 소지섭
- 시그널 - 조진웅
- 너를 기억해 - 서인국
- 육룡이 나르샤 - 변요한
- 후아유 - 남주혁
- 육룡이 나르샤 - 유아인
- 치즈인더트랩 - 서강준
- 뱀파이어 탐정 - 이준
- 오 나의 귀신님 - 조정석
- 리멤버 - 남궁민
- 그녀는 예뻤다 - 박서준
- 상류사회 - 박형식
- 너를 사랑한 시간 - 이진욱
- 가면 - 주지훈
- 한번 더 해피엔딩 - 정경호
- 디데이 - 김영광
- 마담앙트완 - 성준
- 두번째 스무살 - 이상윤
- 객주 - 장혁

### TV 여자인기상
- 태양의후예 - 송혜교 수상
- 돌아와요 아저씨 - 오연서
- 후아유 - 김소현
- 응답하라 1988 - 혜리
- 치즈인더트랩 - 김고은
- 리멤버 - 박민영
- 응답하라 1988 - 류혜영
- 태양의 후예 - 김지원
- 오 나의 귀신님 - 박보영
- 내 딸 금사월 - 백진희
- 발칙하게 고고 - 정은지
- 시그널 - 김혜수
- 그녀는 예뻤다 - 황정음
- 너를 사랑한 시간 - 하지원
- 응답하라 1988 - 라미란
- 오 마이 비너스 - 신민아
- 용팔이 - 김태희
- 마을-아치아라의 비밀 - 문근영
- 굿바이 미스터 블랙 - 문채원
- 맨도롱 또똣 - 강소라
- 두번째 스무살 - 최지우
- 가면 - 수애
- 결혼계약 - 유이
- 한번 더 해피엔딩 - 장나라
- 육룡이 나르샤 - 신세경
- 치즈인더트랩 - 이성경
- 화려한 유혹 - 최강희
- 화정 - 이연희
- 마담 앙트완 - 한예슬
- 상류사회 - 임지연

### InStyle상
- 박보검 수상
- 수지 수상

### 아이치이 스타상
- 송중기 수상
- 송혜교 수상